# 椒鹽鮮魷

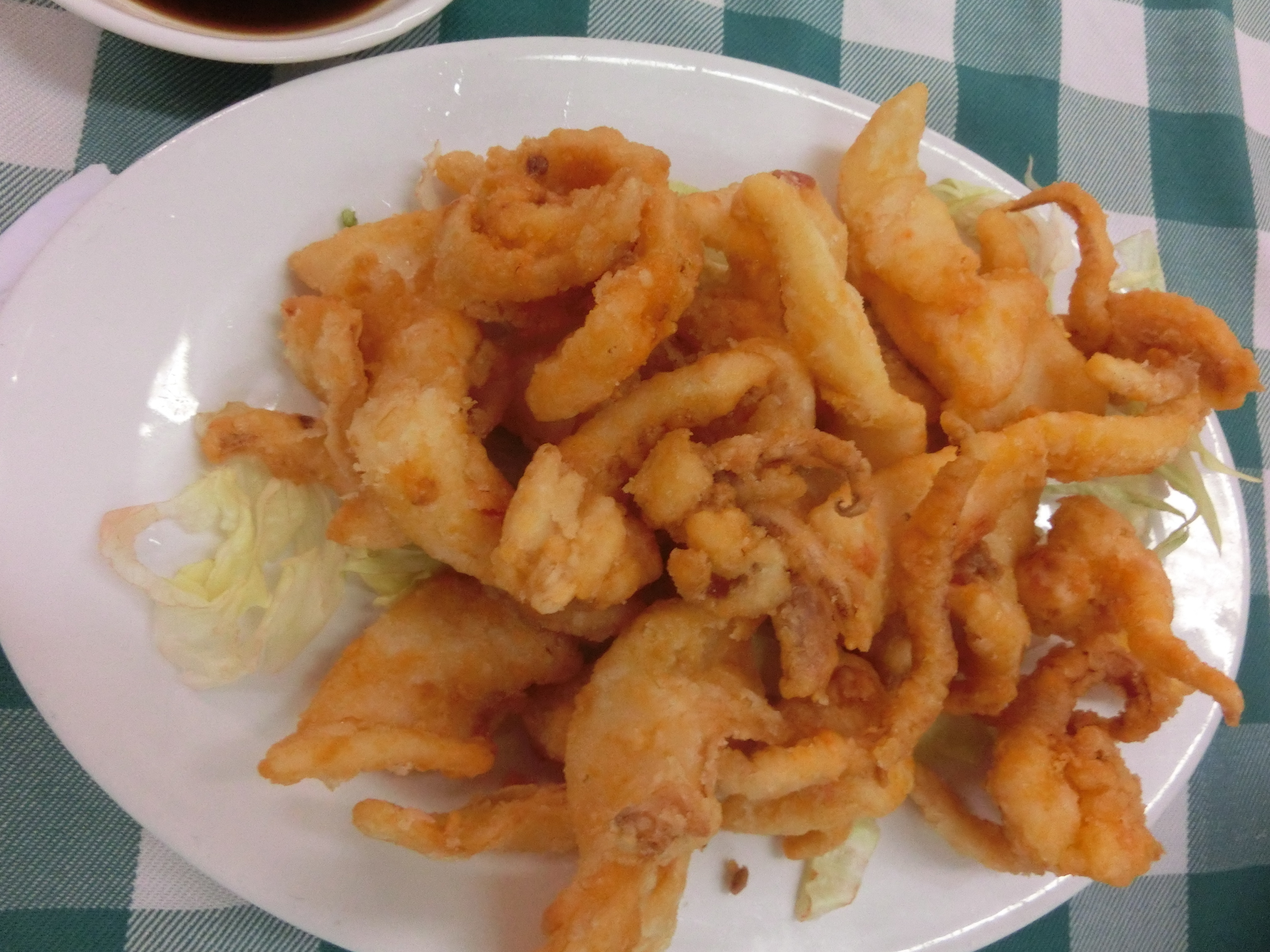
椒鹽鮮魷

椒鹽鮮魷為中國廣東、香港和澳門地區茶餐廳、酒樓和大牌檔常見的小菜。以椒鹽及糖調味攪均，在魷魚上撲上一層薄生粉，將已調味的魷魚下鍋油炸至金黃色即可。也可以改用九肚魚、賴尿蝦、蝦、排骨和豆腐製作。